# Camille Durand (comédienne)
Pour les articles homonymes, voir Camille Durand et Durand.
Camille Durand, née à Paris, est une comédienne française.
C'est la petite fille de Gilbert Durand philosophe français connu pour ses travaux sur l'imaginaire et la mythologie.

## Biographie
Camille Durand commence le théâtre à l'âge de 9 ans à l'École d'art dramatique d'Aix-les-Bains. Elle découvre les plateaux de cinéma en 2004 sur le film À boire de Marion Vernoux, aux côtés d'Édouard Baer, Emmanuelle Béart et Atmen Kelif. Après un BTS dans l'immobilier, elle décide de se lancer en tant que comédienne en 2007 avec un premier seule en scène : Camille Durand est parmi nous qu'elle tourne dans toute la France,. Elle fera grâce à lui la première partie de Jarry sur son spectacle Atypique à Lyon. Elle découvre les cafés-théâtres et joue dans de nombreuses pièces (Couscous aux lardons écrite et mise en scène par Farid Omri, Famille recomposée d'Alil Vardar, Cuisine et dépendance d'Agnès Jaoui et Jean-Pierre Bacri...)
Elle se fait remarquer en 2017 dans la série Chérif où elle interprète le rôle de Camille sur les trois dernières saisons. La série est diffusée en Belgique, en Italie, en Espagne et au Canada[réf. nécessaire]. En 2019, elle décide se former au doublage/voice over/voix off au Studio Anatole de Lyon, elle intègre l’équipe de comédiens doubleurs résidents et on peut l’entendre dans plusieurs séries (Wayne, Deputy, Blynd) téléfilms, séries d'animation, publicités et documentaires. Elle est également chanteuse et travaille sur différents projets musicaux et comédies musicales (The Rocky Horror Picture Show, Les Clotildes…)
En 2022, elle suit la formation «l’Acteur face à la caméra» de Danielle Fichaud. (nommée aux César pour le film Aline de Valérie Lemercier) qui la coache désormais sur tous ses projets. La même année elle interprète Céline dans l'unitaire Neige de Laurent Tuel produit par Lincoln prod TV aux côtés de Frédéric Diefenthal, Murielle Huet des Aunay, Étienne Diallo, Marie Bouvet... Le film obtient le « grand prix » 2022 du meilleur film unitaire au Festival Polar de Cognac.

## Filmographie

### Télévision
- 2017—2019 : Cherif : Camille
- 2017 : Cassandre, épisode À contre courant : Léa
- 2022 : Neige : Céline
- 2024 : Tout pour Agnès : Flic québécoise

### Cinéma
- 2004 : À boire
- 2011 : David et Madame Hansen

### Courts métrages
- 2019 : À Domicile de Florian Cabaret et Aurélien Cavagna : Françoise
- 2022 : La Charge mentale - Mathias et Colas Rifkiss

## Doublage
- 2020 : Wayne : Émily
- 2020 : Deputy : Taylor, Tina

## Théâtre
- Le Voyage de monsieur Perrichon d'Eugène Labiche : Henriette
- Noces de Sable de Didier van Cauwelaert : Sylvie[5]

## Spectacles
- 2012 : Camille Durand est parmi nous[1]
- 2013 : Camille Durand, one-woman-show[1]